# Kommunalismus (Südasien)
Unter dem Begriff Kommunalismus (englisch communalism) versteht man im soziopolitischen Kontext das Phänomen, dass sich Menschen vorwiegend über ihre Gruppeninteressen als meist religiös oder ethnisch bestimmte Gruppe definieren. Der Begriff wird vor allem im politischen Umfeld Südasiens (in Indien, Pakistan, Sri Lanka, Bangladesch, Myanmar u. a.) verwendet und hat meist einen negativen Beiklang. Im Deutschen ist der Begriff bisher weniger geläufig als im Englischen. Bei örtlichen Gewaltausbrüchen zwischen verschiedenen religiösen oder ethnischen Gruppen wird im englischen Schrifttum z. B. von communal violence oder communal riots (kommunalistischer Gewalt bzw. kommunalistischen Unruhen) gesprochen. Eine Politik der entsprechenden Partikularinteressen wird als communal politics bezeichnet. Obwohl der Begriff ‚Kommunalismus‘ meist im Kontext Südasiens gebraucht wird, ist das zugrundeliegende Phänomen nicht auf diese Weltregion beschränkt.
Der Begriff wurde zur britischen Kolonialzeit (vor 1947) geprägt. Die Wortprägung leitet sich offensichtlich vom Begriff der „Kommune“ (vgl. englisch community ‚Gemeinschaft‘, common ‚gemeinsam‘) ab. Die britischen Kolonialherren verwendeten den Begriff, um die zahlreichen Animositäten und Auseinandersetzungen, die sich auf örtlicher Ebene zwischen den schier unübersehbar vielfältigen Gruppen in der Gesellschaft Britisch-Indiens abspielten und die ihnen zu einem wesentlichen Teil unbegreiflich blieben, unter einen Begriff zu subsumieren. In diesem Sinne gab es kommunalistische Gewalt zwischen Angehörigen verschiedener Religionen (Hindus, Muslime, u. a. m.), ebenso zwischen Angehörigen verschiedener Ethnien und zwischen Angehörigen verschiedener Kasten oder Berufsstände. In dem Begriff „kommunalistisch“ drückt sich zweierlei aus: zum einen agieren hier Gruppen auf der Ebene von kleinen Gemeinschaften (z. B. Dorfgemeinschaften), nicht selten in eigener Initiative, d. h. nicht zentral gesteuert (wohl aber unter Umständen beeinflusst), zum anderen handeln hier nicht Einzelpersonen, sondern ganze Gruppen von Personen, die aus einem Kollektivbewusstsein heraus agieren.
Kommunalistische Konflikte waren und sind bis heute auch in der neueren Geschichte des indischen Subkontinents ein großes gesellschaftliches Problem geblieben. Die Massenvertreibungen und Gewaltexzesse gegen Hindu- und Muslim-Minderheiten nach der Teilung Britisch-Indiens waren in diesem Sprachgebrauch Ausdrücke kommunalistischer Gewalt, die in der Summe mehr als eine Million Todesopfer forderten. Andere große Ausbrüche kommunalistischer Gewalt waren die Ausschreitungen gegen Sikhs nach der Ermordung Indira Gandhis 1984, die Tempel-Moschee-Kontroverse von Ayodhya, die in der Erstürmung und Zerstörung der Babri-Moschee 1992 gipfelte, die Ausschreitungen in Gujarat 2002 nach dem Tod einiger Hindu-Pilger, die andauernde ethnische Gewalt in Assam vor allem gegen Einwanderer aus Bengalen, die anhaltende Unterdrückung nicht-muslimischer Minderheiten in Pakistan, u. a. m., die jeweils Tausende Tote forderten.
Einigen politischen Parteien in den o. g. Ländern wird vorgeworfen, dass sie bewusst kommunalistisches Gedankengut propagieren und entsprechende Gewalttätigkeiten zum Teil direkt zu verantworten haben. Dazu gehören beispielsweise Shiv Sena in Maharashtra, Shiromani Akali Dal im indischen Punjab, islamistische Gruppierungen wie Jamaat-e-Islami sowie Hindu-Nationalisten, wie sie sich zum Teil in der Bharatiya Janata Party (BJP) sammeln.